# (9089) 1995 UC7
(9089) 1995 UC7 est un astéroïde de la ceinture principale découvert en 1995.

## Description
(9089) 1995 UC7 a été découvert le 26 octobre 1995 à l'observatoire de Nachikatsuura au Japon par Yoshisada Shimizu et Takeshi Urata.

### Caractéristiques orbitales
L'orbite de cet astéroïde est caractérisée par un demi-grand axe de 2,41 UA, un périhélie de 2,12 UA, une excentricité de 0,12 et une inclinaison de 7,44° par rapport à l'écliptique. Du fait de ces caractéristiques, à savoir un demi-grand axe compris entre 2 et 3,2 UA et un périhélie supérieur à 1,666 UA, il est classé, selon la JPL Small-Body Database, comme objet de la ceinture principale.

### Caractéristiques physiques
(9089) 1995 UC7 a une magnitude absolue (H) de 13,6 et un albédo estimé à 0,067.